# Tinizong-Rona
Tinizong-Rona je bývalá samostatná obec ve švýcarském kantonu Graubünden, okrese Albula. Žije zde  obyvatel.
K 1. lednu 2016 se obec na základě výsledku hlasování sloučila spolu s dalšími obcemi v údolí Oberhalbstein do nové obce Surses.

## Geografie

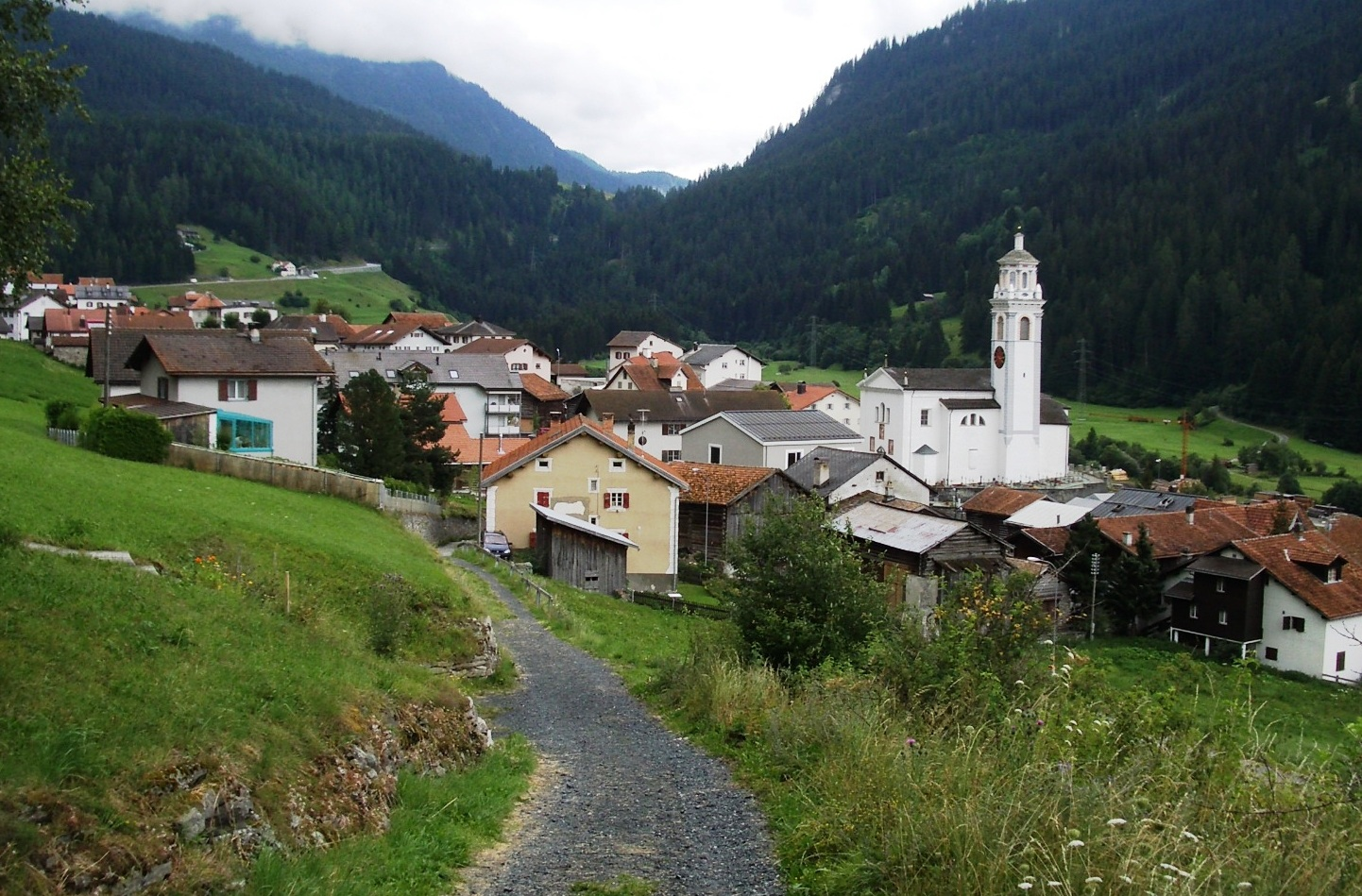
Tinizong

Bývalá obec leží uprostřed údolí Oberhalbstein v oblasti zalesněného svahu, který odděluje obě části údolí Surgôt a Sotgôt. Silnice údolím klesá od bývalé hranice obce po asi 2 km pouze o 13 m až k vesnici Rona (1410 m n. m.), poté v prudkém svahu, který vznikl v důsledku prehistorického sesuvu půdy, o 180 m až k Tinizongu (1232 m) a následně po 2 km opět pouze o 25 m.
Bývalé území obce zahrnuje část hlavního údolí, které protéká řekou Julia a táhne se přibližně v severojižním směru, a asi 8 km dlouhé pravé boční údolí Val d’Err. Na pravé straně údolí se území rozprostírá až k rozvodí směrem k Hornímu Engadinu a horní části údolí Albula. Zde vede bývalá hranice obce přes výrazné vrcholy Corn da Tinizong (něm. Tinzenhorn, 3172 m), Piz Ela (3339 m), Piz Val Lunga (3078 m), Piz Salteras (3111 m), Piz Bleis Marscha (3128 m), Piz Laviner (3137 m), Piz Jenatsch (3250 m) až po Piz d’Err (3378 m, nejvyšší bod obce). K menší levé části bývalého území obce patří dolní část bočního údolí Val da Livizung.
Podlouhlá vesnice Tinizong leží mírně vyvýšená na pravém břehu řeky Julia. Vesnice Rona se skládá ze dvou částí: Rieven u řeky Julia a výše položená vesnice Ruegna (nazývaná také Oberrona) s kostelem. Oberrona patřila již před sloučením obcí k politické obci Tinizong. Politická obec Rona, která v sloučené obci tvoří pouze 11 % rozlohy, se skládala pouze z Rieven a hranice obce procházela středem vesnice. Rieven, nejmladší z těchto obcí, vznikla teprve v 17. století, když byla Livizung, ohrožená a částečně zničená povodní, opuštěna a osada přemístěna.
Kromě vesnických osad patřily k obci také skupiny domů Mulegn a Vardaval u hlavní silnice, horská usedlost Pensa ve Val d’Err a několik alpských samot.
V roce 1997 bylo 32,5 % bývalé rozlohy obce využíváno pro zemědělství, lesy zabíraly 25,8 % a osady 1,1 %. Za neproduktivní bylo považováno 40,6 %.

## Historie
Již v římském seznamu silnic z 3. století byl Tinizong zmíněn jako Tinnetione. Ve středověku mělo toto sídlo jako centrum Port Tinzen a Sust (překládací místo) na trase přes průsmyky Septimerpass a Julierpass významné postavení.
Tinizong a Rona patřily k soudnímu okresu Oberhalbstein a byly tak součástí Gotteshausbundu. Rona se od Mulegns a Suru oddělila až v roce 1851, ale při rozdělení získala nejmenší území s pouhými několika alpskými pastvinami. První pokus o sloučení obcí Tinizong a Rona selhal v roce 1910; k němu došlo až v roce 1998.

## Obyvatelstvo

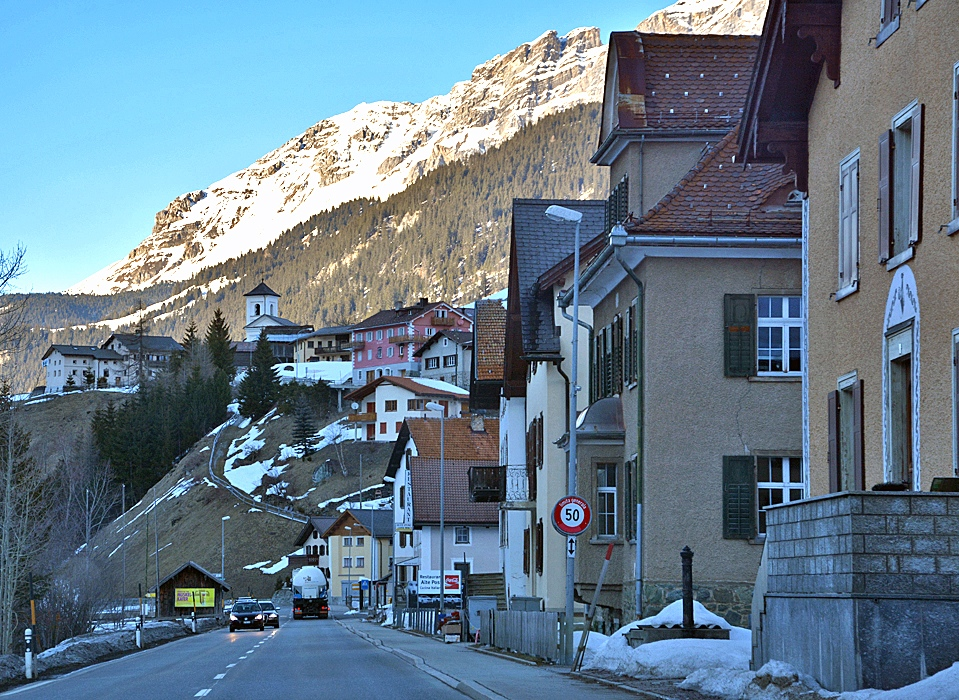
Rona

| Rok            | 1850 | 1900 | 1950 | 1980 | 1990 | 2000 | 2005 | 2014 |
| Počet obyvatel | 413  | 408  | 409  | 332  | 339  | 369  | 353  | 320  |

### Jazyky
Původním jazykem místních obyvatel je surmiran, regionální dialekt rétorománštiny. Až do první světové války hovořili téměř všichni obyvatelé tímto jazykem. V roce 1880 to bylo 94 %, v roce 1910 dokonce 96 % (Tinizong 96 %, Rona 98 %). Poté podíl rétorománštiny do roku 1941 klesl pouze na 91 %. Do roku 1970 došlo k prvnímu výraznějšímu poklesu domorodého jazyka. V Tinizongu klesl podíl na 80 %, v Roně na 84 %. Od té doby dochází v důsledku odchodu obyvatel a změny jazyka u místních obyvatel k masivnímu úbytku obyvatel, hovořících tímto jazykem (1970 330, 2000 185 osob). Současně se stále více prosazuje němčina. Vývoj v uplynulých desetiletích ukazuje následující tabulka:
| Jazyky v Tinizong-Rona |                   |                   |                   |                   |                   |                   |
| Jazyk                  | Sčítání lidu 1980 | Sčítání lidu 1980 | Sčítání lidu 1990 | Sčítání lidu 1990 | Sčítání lidu 2000 | Sčítání lidu 2000 |
| Jazyk                  | Počet             | Podíl             | Počet             | Podíl             | Počet             | Podíl             |
| Němčina                | 57                | 17,17 %           | 95                | 28,02 %           | 143               | 38,75 %           |
| Rétorománština         | 264               | 79,52 %           | 227               | 66,96 %           | 185               | 50,14 %           |
| Italština              | 7                 | 2,11 %            | 6                 | 1,77 %            | 12                | 3,25 %            |
| Počet obyvatel         | 332               | 100 %             | 339               | 100 %             | 369               | 100 %             |

## Doprava
Tinizong-Rona leží na hlavní silnici č. 3 z Churu přes Lenzerheide a průsmyk Julierpass do Engadinu. Na této trase jezdí také autobusová linka Postauto, obsluhující obec.